# Kirsten Bolm
Kirsten Bolm (Frechen, 4 marzo 1975) è un'ex ostacolista tedesca.

## Palmarès

### Europei
- 1 medaglia:
  - 1 argento (Göteborg 2006 nei 100 m ostacoli)

### Europei indoor
- 3 medaglie:
  - 1 argento (Vienna 2002 nei 60 m ostacoli)
  - 2 bronzi (Madrid 2005 nei 60 m ostacoli; Birmingham 2007 nei 60 m ostacoli)

### Mondiali under 20
- 1 medaglia:
  - 1 oro (Lisbona 1994 nei 100 m ostacoli)